# Agustín Ortíz
Agustín Ignacio Ortiz Moreno (Puente Alto, Chile, 30 de enero de 1999) es un futbolista chileno. Se desempeña como Defensa y actualmente milita en AC Barnechea de la Primera B de Chile.

## Trayectoria
Proyecto de las divisiones inferiores de Colo-Colo, club al que llegó a la Sub-13, nunca jugo minutos por el plantel adulto, siendo citado 7 veces. Indicó en oportunidades que las cosas no se hicieron bien en el conjunto albo, apuntando al entonces Gerente Marcelo Espina.
Durante 2020, fue cedido a Deportes Copiapó, logrando su debut profesional. Logró la regularidad que se le negó en el Cacique, siendo el juvenil con más minutos de la temporada 2020 en la Primera B, logrando ampliar su préstamo por la siguiente temporada.
En 2022, tras finalizar su relación contractual con Colo-Colo, firma como jugador libre por Deportes Copiapó por 3 temporadas.

## Estadísticas

### Clubes
| Club                     | Div.          | Temporada     | Liga  | Liga  | Copas nacionales | Copas nacionales | Torneos internacionales | Torneos internacionales | Total | Total |
| Club                     | Div.          | Temporada     | Part. | Goles | Part.            | Goles            | Part.                   | Goles                   | Part. | Goles |
| ------------------------ | ------------- | ------------- | ----- | ----- | ---------------- | ---------------- | ----------------------- | ----------------------- | ----- | ----- |
| Colo-Colo · Chile        | 1.ª           | 2019          | —     | —     | —                | —                | —                       | —                       | 0     | 0     |
| Colo-Colo · Chile        | Total club    | Total club    | 0     | 0     | 0                | 0                | 0                       | 0                       | 0     | 0     |
| Deportes Copiapó · Chile | 2.ª           |               |       |       |                  |                  |                         |                         |       |       |
| Deportes Copiapó · Chile | 2.ª           | 2019          | —     | —     | —                | —                | —                       | —                       | 0     | 0     |
| Deportes Copiapó · Chile | 2.ª           | 2020          | 22    | 0     | —                | —                | —                       | —                       | 22    | 0     |
| Deportes Copiapó · Chile | 2.ª           | 2021          | 10    | 0     | 1                | 0                | —                       | —                       | 11    | 0     |
| Deportes Copiapó · Chile | 2.ª           | 2022          | 0     | 0     | —                | —                | —                       | —                       | 0     | 0     |
| Deportes Copiapó · Chile | 1.ª           | 2023          | 0     | 0     | 0                | 0                | —                       | —                       | 0     | 0     |
| Deportes Copiapó · Chile | Total club    | Total club    | 32    | 0     | 1                | 0                | 0                       | 0                       | 33    | 0     |
| Total carrera            | Total carrera | Total carrera | 32    | 0     | 1                | 0                | 0                       | 0                       | 33    | 0     |
| 1. 2.                    |               |               |       |       |                  |                  |                         |                         |       |       |